# Timo Gebhart
Timo Gebhart (Memmingen, 1989. április 12.) német U21-es válogatott labdarúgó, jelenleg az 1. FC Nürnberg játékosa.

## Pályafutása
Pályafutását szülővárosa (Memmingen) csapataiban kezdte, majd 2004-ben az 1860 München igazolta le. Kezdetben a müncheniek második csapatában kapott szerepet, majd bekerült az első csapat keretébe, ahol a 2007–2008-as szezonban jól teljesített. Teljesítményével felhívta magára a figyelmet és a VfB Stuttgarttal 4 éves szerzősét kötött 2008 december 30-án. A csapat egyik edzésén 2011 februárjában súlyos bokasérülést szenvedett, ezért hosszabb ideig nem számíthat rá edzője.
A nemzeti csapatban még nem mutatkozott be, de végig járta az össze korosztályos német válogatottat és jelenleg az U21-es válogatott tagja. Az U19-es válogatottal megnyerte a Csehországban rendezett 2008-as U19-es labdarúgó-Európa-bajnokságot.